# Emilio Torres
Emilio Torres, född 29 april 1906, död 10 januari 1998, var en friidrottare från Colombia. Han deltog vid olympiska sommarspelen 1936.